# 에비에이터 (영화)
《에비에이터》(영어: The Aviator)는 2004년 12월 25일에 개봉된 미국의 전기 영화이다. 마틴 스코세이지 감독이 연출을 맡았고, 비행사, 영화 제작자인 하워드 휴스의 생애를 그린다. 휴스를 레오나르도 디카프리오가 연기하였다. 이 작품으로 디캐프리오는 미국 아카데미상 남우주연상에 첫 지명되었고, 골든 글로브상 영화 드라마 부문 남우주연상을 수상하였다.

## 줄거리
1913년, 휴스턴에서 8살짜리 하워드 휴스의 어머니는 그에게 목욕을 시켜주며 "격리"(quarantine)를 철자하는 법을 가르치고, 최근의 콜레라 발생에 대해 경고한다. 14년 후인 1927년, 그는 영화 지옥의 천사들을 감독하기 시작하고, 노아 디트리히를 고용하여 자신의 사업 제국의 일상 업무를 관리하게 한다.
부분적으로 최초의 유성 영화인 재즈 싱어가 개봉된 후, 휴스는 자신의 영화를 사실적으로 촬영하는 데 집착하게 되고, 영화를 유성 영화로 전환하기로 결정한다. 영화는 흥행에 성공했지만, 휴스는 결과에 만족하지 못하고 할리우드 시사회 후 재편집을 지시한다. 그는 여배우 캐서린 헵번과 연인 관계가 되는데, 그녀는 악화되는 그의 강박장애(OCD)와 결벽증 증상을 완화하는 데 도움을 준다.
1935년, 휴스는 H-1 레이서를 시험 비행하며 새로운 속도 기록을 세운다. 연료가 떨어져 사탕무 밭에 불시착해야 했음에도 불구하고 말이다. 3년 후, 그는 4일 만에 세계 일주 비행을 성공시켜 세계 기록을 깬다. 그는 이어서 트랜스컨티넨털 & 웨스턴 에어 (TWA)의 대주주 지분을 매입한다.
경쟁사인 팬아메리칸 월드 항공의 회장인 후안 트리페는 자신의 친구인 랠프 오언 브루스터 상원의원을 통해 커뮤니티 항공 법안을 발의하게 하는데, 이 법안은 팬 아메리칸 월드 항공에 국제 항공 여행에 대한 독점권을 부여할 것이었다. 헵번은 휴스의 기이한 행동과 워커홀릭적인 모습에 지쳐 그를 떠나 동료 배우 스펜서 트레이시에게 간다. 휴스는 15세의 페이스 도머그와 여배우 에바 가드너와 빠르게 새로운 연인 관계를 맺는다. 하지만 그는 여전히 헵번에게 감정을 가지고 있었고, 그녀와 유부남인 트레이시에 대한 보도가 언론에 나오지 않도록 기자에게 뇌물을 준다.
1940년대 중반, 휴스는 미국 육군 항공대와 두 가지 프로젝트 계약을 체결하는데, 하나는 정찰기, 다른 하나는 제2차 세계 대전에 사용될 군용 수송기였다.
1947년, 휴스 H-4 허큘리스 비행정이 아직 건설 중인 가운데, 휴스는 XF-11 정찰기를 완성하고 시험 비행을 한다. 그러나 비행 중 엔진 중 하나가 고장 나 베벌리힐스에 추락하여 심각한 부상을 입지만 기적적으로 살아남는다. 육군은 H-4 허큘리스 주문을 취소하지만, 휴스는 자신의 돈으로 개발을 계속한다. 디트리히는 휴스에게 항공사에 자금을 지원할 것인지, 아니면 비행정에 자금을 지원할 것인지 선택해야 한다고 알린다. 휴스는 디트리히에게 TWA 자산을 담보로 잡아 개발을 계속하라고 지시한다.
그의 강박장애가 심해지면서 휴스는 점점 더 편집증적으로 변하고, 가드너를 추적하기 위해 마이크를 심고 그녀의 전화선을 도청하다가 그녀가 그를 집에서 쫓아낸다. 연방수사국은 그의 집에 전쟁모리배의 증거가 될 만한 증거를 찾기 위해 그의 소지품을 뒤진다.
브루스터는 휴스가 TWA를 트리페에게 팔면 혐의를 취하하겠다고 개인적으로 제안하지만 휴스는 거부한다. 휴스의 강박장애 증상은 극심해지고, 그는 3개월 동안 고립된 "세균 없는 구역"으로 은둔한다. 트리페는 브루스터에게 상원 조사를 위해 그를 소환하라고 요청하며, 휴스가 나타나지 않을 것이라고 확신한다. 가드너는 그를 찾아가 청문회를 준비하기 위해 직접 그를 손질하고 옷을 입힌다.
활력을 되찾은 휴스는 브루스터의 혐의에 대해 자신을 변호하고 상원의원이 트리페로부터 뇌물을 받았다고 비난한다. 그는 H-4 항공기 완성을 약속했으며, 만약 비행에 성공하지 못하면 나라를 떠나겠다고 발표하며 마무리한다. 브루스터의 법안은 즉시 부결된다.
항공기 비행에 성공한 후, 휴스는 디트리히와 그의 엔지니어인 글렌 오데커크와 TWA를 위한 새로운 제트 여객기에 대해 이야기한다. 그러나 그는 세균 방지복을 입은 남성들을 환각하기 시작하고, 공황발작을 겪는다. 오데커크가 그를 화장실에 숨기고 디트리히가 의사를 데려오는 동안, 휴스는 어린 시절, 비행에 대한 사랑, 성공에 대한 야망을 회상하며 "미래의 길"이라는 문구를 강박적으로 반복한다.

## 제작진
- 감독 : 마틴 스코세이지
- 각본 : 존 로건
- 제작 : 샌디 클리먼, 리어나도 디캐프리오, 찰스 에번스 주니어, 그레이엄 킹, 마이클 맨, 조지프 P. 라이디, 크리스 브라이엄
- 기획 : 애슬런 네더리, 볼커 샤우즈, 릭 슈월츠, 마틴 스코세이지, 콜린 베인스, 밥 웨인스타인, 하비 웨인스타인, 릭 욘, 크리스 브라이엄
- 촬영 : 로버트 리처드슨
- 음악 : 하워드 쇼어
- 미술 : 댄티 페러티
- 의상 : 샌디 파월
- 편집 : 델마 스쿤마커
- 배역 : 엘런 루이스

## 출연
- 레오나르도 디카프리오 - 하워드 휴스 역
- 케이트 블란쳇 - 캐서린 헵번 역
- 케이트 베킨세일 - 에바 가드너 역
- 존 C. 라일리 - 노아 디트리히 역
- 앨릭 볼드윈 - 후안 트립 역
- 앨런 알다
- 이언 홈
- 대니 휴스턴
- 그웬 스테퍼니
- 주드 로
- 애덤 스콧
- 맷 로스
- 켈리 가너
- 프랜시스 콘로이
- 브렌트 스파이너
- 스탠리 더샌티스
- 에드워드 허먼
- 윌럼 더포
- 케네스 월시
- J.C. 매켄지
- 넬리 쉬우토
- 빈센트 라레스카
- 저스틴 슐턴
- 조시 마랜
- 샘 헤닝스

## 수상 정보

### 미국 아카데미상
- 최우수 여우조연상(케이트 블란쳇)
- 최우수 편집상
- 최우수 촬영상
- 최우수 미술상
- 최우수 의상상

### 골든 글로브상
- 드라마부문 최우수 작품상
- 드라마부문 최우수 남우주연상(리어나도 디캐프리오)
- 최우수 음악상(하워드 쇼어)

### 영국 아카데미상(BAFTA)
- 최우수 작품상
- 최우수 여우조연상(케이트 블란쳇)
- 최우수 분장상
- 최우수 미술상

## 같이 보기
- 제11회 미국 배우 조합상
- 제58회 영국 아카데미 영화상
- 제62회 골든 글로브상
- 제77회 아카데미상